# Megtört szívek
A Megtört szívek (eredeti cím: Paramparça) 2014 és 2017 között vetített török televíziós filmsorozat, amelyet Cevdet Mercan rendezett. A forgatókönyvet Yıldız Tunç írta, a producere Gökhan Tatarer volt, a főszerepekben Nurgül Yeşilçay és Erkan Petekkaya volt látható. Törökországban a Star TV vetítette, Magyarországon a TV2 sugározta. 2018. január 29-től az Izaura TV ismétli.

## Adatok
A Megtört Szívek 3 évadból áll. Az 1. évad 31 epizódból, a 2. évad 40 epizódból, a 3. évad 26 epizódból áll. A különbség annyi, hogy míg Törökországban egy epizód 120–150 percből állt, addig Magyarországon egy epizód 45–60 percből állt.
A TV2 a műsor bemutatásakor minden hétköznap sugározta, majd (mivel Törökországban még folyt a forgatás) utolérte a török részeket, így először úgy döntött a csatorna, hogy bizonytalan időre felfüggeszti a vetítést, de ez nem következett be, majd az a döntés született, hogy Szombatonként jelentkezik a műsor. Az utolsó 2 héten dupla résszel jelentkezett és dupla résszel fejeződött be.
Egyes források szerint azért döntött a gyártó a befejezés mellett, mert a 3. évad nem hozta azt a nézettséget, amit vártak, és a gyártás költségei is megemelkedtek. 
Egy internetes felmérés szerint Nursel Köse által alakított Keriman Akçatepe lett a sorozat legkedveltebb, legviccesebb karaktere.
| Szempont          | Törökország       | Magyarország                                         |
| ----------------- | ----------------- | ---------------------------------------------------- |
| Első adás         | 2014. december 1. | 2016. február 15.                                    |
| Utolsó adás       | 2017. március 27. | 2017. december 16.                                   |
| Leadott évad      | 3                 | 3                                                    |
| Leadott epizód    | 97                | 283                                                  |
| Epizódonkénti idő | 120 - 150 perc    | 45 - 60 perc                                         |
| Sugárzás          | Hetente egyszer   | Minden hétköznap, majd Szombatonként dupla epizóddal |
| Eredeti adó       | Star TV           | TV2                                                  |

## Ismertető
Gülseren és Dilara egy véletlen folytán ugyanazon a napon, ugyanabban a kórházban ad életet gyermekének. Gülseren szerény körülmények között neveli lányát, Hazalt, miután férje, Özkan elhagyta. Cihan és Dilara mindent megad Cansunak, ám egyszer csak, 15 év után, rájönnek, hogy lányuk nem a vér szerinti gyermekük, ugyanis egy figyelmetlen nővér összecserélte a két babát, mivel a két leány vezetékneve majdnem azonos (Gülpınar - Gürpınar). Cihan és Gülseren nem csak a tévedés szülte kavarodást kell megoldaniuk, hanem szembe kell nézniük érzéseikkel.

## Szereplők
| Szereplő | Színész(nő)       | Magyar hang         |
| -------- | ----------------- | ------------------- |
| Gülseren | Nurgül Yeşilçay   | Pápai Erika         |
| Cihan    | Erkan Petekkaya   | Kőszegi Ákos        |
| Dilara   | Ebru Özkan        | Horváth Lili        |
| Keriman  | Nursel Köse       | Nyakó Júlia         |
| Hazal    | Alina Boz         | Pekár Adrienn       |
| Cansu    | Leyla Tanlar      | Laudon Andrea       |
| Alper    | Cemal Hünal       | Dózsa Zoltán        |
| Özkan    | Tolga Tekin       | Zöld Csaba          |
| Ozan     | Burak Tozkoparan  | Timon Barna         |
| Asuman   | Mine Tugay        | Mics Ildikó         |
| Solmaz   | Güneş Emir        | Bogdányi Titanilla  |
| Rahmi    | Civan Canova      | Beregi Péter        |
| Candan   | Ahu Yağtu         | Majsai-Nyilas Tünde |
| Yildrim  | Ertuğrul Postoğlu | Törköly Levente     |
| Harun    | Barış Falay       | Incze József        |
| Derya    | Elvin Aydoğdu     | Huszárik Kata       |
| Engin    | Ayhan Bozkurt     | Bolla Róbert        |

## Nemzetközi adások
| Ország          | TV           | Premier             | Cím                                                         |
| --------------- | ------------ | ------------------- | ----------------------------------------------------------- |
| Törökország     | Star TV      | 2014. december 1.   | Paramparça (Összetörve)                                     |
| Afganisztán     | 1TV          | 2015. május         | Broken Pieces (Összetört darabok)                           |
| Litvánia        | LNK          | 2015. augusztus 5.  | Gyvenimo šukės (Az élet darabjai)                           |
| Indonézia       | antv         | 2015. szeptember 7. | Cansu & Hazal                                               |
| Irán            | GEM TV       | 2015. október 3.    | Gozal (گوزل) (Gülseren nevét Gozalra változtatták)          |
| Románia         | Kanal D      | 2015. október 5.    | Furtună pe Bosfor (Vihar a Boszporuszon)                    |
| Görögország     | Mega Channel | 2015. október 19.   | Ραγισμένες καρδιές [Rajiszménesz kardjész] (Megtört szívek) |
| Bulgária        | bTV          | 2015. november 9.   | Твоят мой живот (A te életed az enyém)                      |
| Kazahsztán      | Habar TV     | 2015. november 11.  | Осколки [Oskolki] (Szilánkok)                               |
| Észak-Macedónia | Alsat-M      | 2015. december 15.  | Fate te lidhura (A sors keresztje)                          |
| Albánia         | TV-Klan      | 2015. december 19.  | Fate te kryqezuara (A sors keresztje)                       |
| Horvátország    | Nova TV      | 2016. január 4.     | Tuđi život (Valaki más élete)                               |
| Magyarország    | TV2          | 2016. február 15.   | Megtört szívek                                              |
| Lengyelország   | TVP1         | 2016. március 8.    | Rozdarte serca (Megtört szívek)                             |
| Szaúd-Arábia    | OSN Yahala   | 2016. március 20.   | Ishq W Domou' (Szerelem és könnyek)                         |
| Izrael          | Viva+        | 2016. május 1.      | רסיסים (Darabokban)                                         |
| Szlovákia       | TV Doma      | 2016. augusztus 1.  | Vymenené životy (Elcserélt életek)                          |
| Ukrajna         | 1+1          | 2016. augusztus 8.  | Уламки щастя (Szerencsés darabok)                           |
| Olaszország     | Rai 2        | 2016. szeptember    | Distacco nel Bosforo (Összetört Boszporusz)                 |
| Szerbia         | Prva TV      | 2016. július 18.    | Paramparčad (Összetört darabok)                             |
| Svédország      | SVT2         | 2016. augusztus 22. | Förväxlingen (A zavar)                                      |
| Spanyolország   | Nova         | 2021. július 19.    | Vidas cruzadas (Keresztezett életek)                        |